# Kennisinstituut voor Mobiliteitsbeleid
Het Kennisinstituut voor Mobiliteitsbeleid (KiM) is een zelfstandig instituut binnen het Ministerie van Infrastructuur en Waterstaat.

## Missie
Het KiM maakt analyses van mobiliteit en mobiliteitsbeleid die doorwerken in de beleidsafwegingen. Met de analyses wil het KiM de strategische kennisbasis voor het mobiliteitsbeleid versterken en verbreden en zo de kwaliteit van het mobiliteitsbeleid vergroten. Hiervoor wordt wel de term ‘evidence-based policy’ gebruikt: beleidskeuzen baseren op relevante feiten, gedegen analyses en betrouwbare inschattingen van risico’s ontleend aan (inter)nationaal beschikbare kennis.

## Geschiedenis
Het KiM is in september 2006 opgericht. Aanleiding was de behoefte bij het toenmalige ministerie van Verkeer en Waterstaat (nu Infrastructuur en Waterstaat, IenW) aan systematische en goed onderbouwde analyses en verkenningen over mobiliteitsbeleid die niet door de politieke waan van de dag worden gedreven. 

## Positionering KiM
Het KiM is een zelfstandig onderdeel van het ministerie van IenW. Het is bewust gepositioneerd op ‘warme afstand’ van de beleidsdirecties. Dat wil zeggen dat het KiM collegiaal kennis kan inbrengen bij beleidsmakers en tegelijk enige afstand bewaart tot de beleidsprocessen. 
Het KiM werkt op verzoek van de beleidsdirecties. Ook de Tweede Kamer kan – via de minister van IenW – het KiM vragen onderzoek te doen. Beleid en politiek oefenen geen invloed uit op de uitkomsten van onderzoek. Dit betekent ook dat KiM-publicaties niet per se de opvattingen van de minister en/of de staatssecretaris van IenW weerspiegelen. 

Alle onderzoeken van het KiM zijn openbaar. Publicaties verschijnen in principe niet later dan drie maanden na afronding van het onderzoek.